# Viola pedunculata

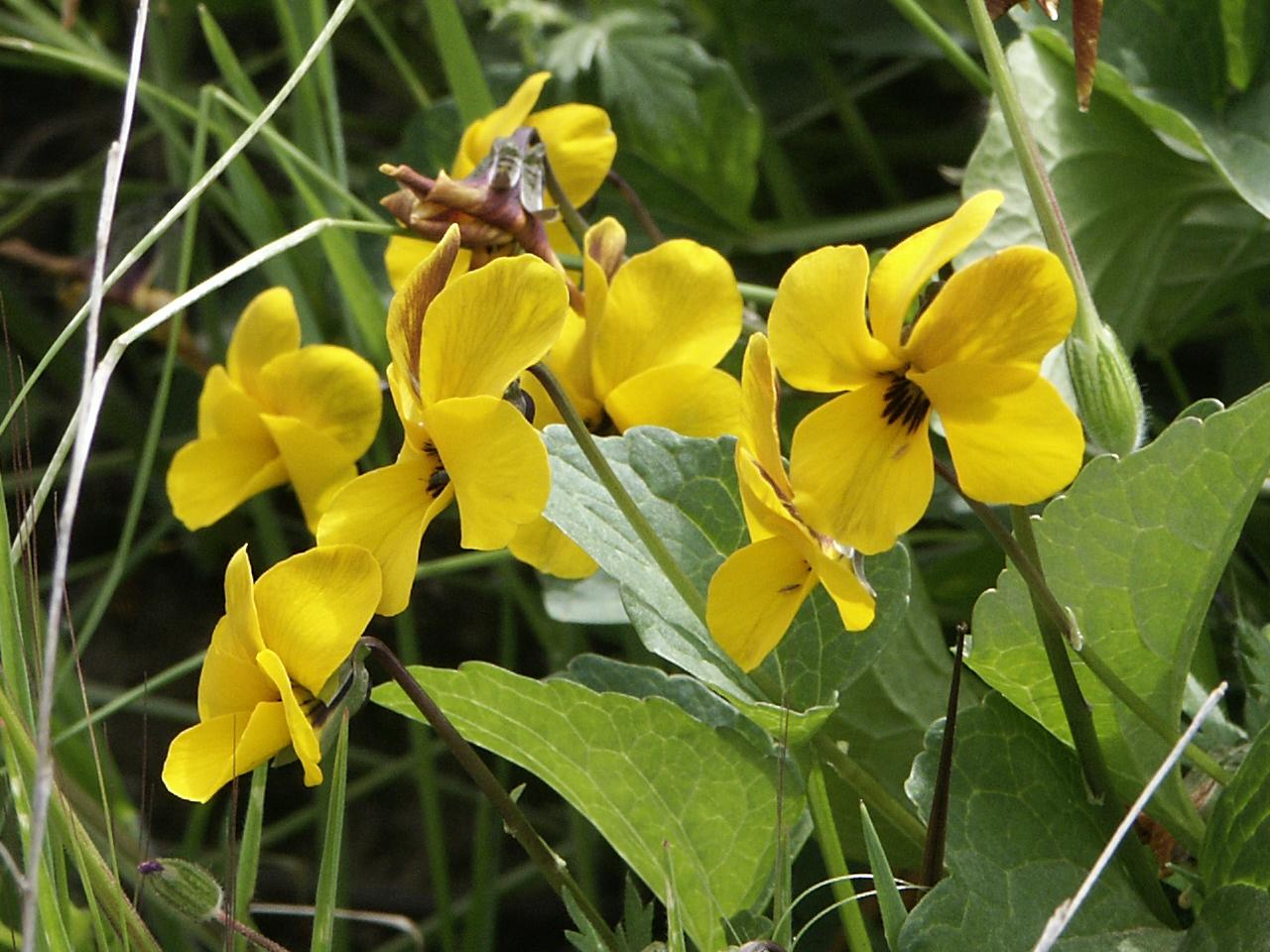
Một bụi hoa V. pedunculata

Viola pedunculata, tên thường gọi là violet vàng California và păng-xê vàng, là một thành viên thuộc chi Hoa tím. Trong tiếng Anh, nó cũng được gọi là "Johnny jump up" như Viola tricolor. Đây là một loài bản địa của bang California, Hoa Kỳ, nhưng cũng được tìm thấy ở tây bắc Baja California, một bang của México.

## Mô tả
V. pedunculata là cây thân thảo lâu năm, mọc lên từ thân rễ xốp, có chiều cao khoảng 15 cm, có phủ lông tơ. Lá màu xanh sáng, hình tim hoặc hình trứng, phiến lá dài 1-5,5 cm, cuống dài 2 - 6,5 cm, có răng cưa, có lông tơ hoặc không; lá mọc vào mùa mưa. Hoa lưỡng tính, rất thơm, nở vào tháng 3 và tháng 4, có màu vàng cam hoặc vàng tươi, mật hoa có màu nâu tím; cánh hoa rộng khoảng 1 – 2 cm, có các đường gân, cuống dài 20 cm. Quả của V. pedunculata chỉ to khoảng 5 – 11 mm, nhẵn mịn. V. pedunculata có bộ nhiễm sắc thể là n = 6. Hoa nở vào cuối đông đầu xuân, và tàn khi về hè.
V. pedunculata thường mọc ở các sườn dốc nhiều cỏ, trong các rừng sồi hay chaparral (tên gọi của một quần xã các cây bụi đặc trưng của California). V. pedunculata có thể phát triển trên đất mùn ẩm, sa thạch hay đất đá vôi. Hoa và lá sẽ bị mất màu tự nhiên của chúng nếu nồng độ pH quá cao (chỉ thích hợp trong khoảng 6 đến 6,5).
Phân loài
- Viola pedunculata ssp. pedunculata
- Viola pedunculata ssp. tenuifolia

## Sử dụng
Lá non và nụ hoa của V. pedunculata có thể ăn sống. Khi được thêm vào súp, chúng sẽ có mùi vị như mướp tây. Lá non nên được hái trước khi những hoa nở vào mùa xuân, được sử dụng bởi người bản xứ của California. Lưu ý rằng, hoa của V. pedunculata nếu ăn với số lượng nhiều sẽ kích thích tiêu hóa, gây tiêu chảy. Lá của nó cũng được dùng để làm trà thảo mộc.
V. pedunculata cũng được trồng như một loại cây cảnh vì màu sắc rực rỡ của hoa.